# Pădureni (Timiș)
Pădureni es una comuna ubicada en el distrito de Timiș, Rumania.

## Superficie
Posee una superficie de 53,31 kilómetros cuadrados.

## Demografía
Hasta 2021 la población era de 2052 habitantes, con una densidad de población de 38,49 habitantes por kilómetro cuadrado.